# Umayya ibn Abd Shams
Umayya ibn `Abd Shams, Omayya ou Omeyya, est le grand-oncle de Mahomet et l'ancêtre et l'éponyme de la dynastie des Omeyyades (661-750). Umayya est un cousin germain d'Abd al-Muttalib le grand-père paternel de Muhammad, il est aussi l'arrière-grand-père du calife Othmân ibn Affân.

## Autres personnages
- Abû Umayya ibn Al-Mughîra père d'Umm Salama. Umm Salama est l'une des épouses et cousines de Mahomet et sa mère est Barra fille d'Abd al-Muttalib. Abû Umayya était célèbre pour sa générosité, on le surnommait Azwâd ar-Rakb[2] « provisions de la caravane »[3]. Abû Umayya ibn Al-Mughîra fait partie des Banû Makhzum.
- Umayya ibn al-Ghâfir homme politique de Séville au IXe siècle auquel s'est opposé un des ancêtres d'Ibn Khaldoun[4].
- Umayya ibn Abî as-Salt poète arabe de l'époque anté-islamique « qui se voulait être prophète[5]. »
- Umayya ibn Khalaf ancien propriétaire de Bilal qu'il a torturé après sa conversion. Bilal le tue au cours de la bataille de Badr[6].